# ねお
ねお（NEO）、2001年〈平成13年〉6月6日 - ）は、日本のファッションモデル、YouTuber。鹿児島県出身。 所属事務所はワタナベエンターテインメント。所属レーベルはワーナーミュージック・ジャパン子会社CENTRO内のetichetta（エチケッタ）。妹はモデル、タレントの野咲美優。

## 略歴
2015年、動画投稿アプリMixChannelで、音楽に合わせてあたかも歌っているように口元を動かす「リップシンク」の動画が人気となったが、ねおは最初期の火付け役と目されている。以後活動の場をモデルやタレントに広げていく。
芸能活動と学業の両立のため、第一学院高等学校に進学。
『Popteen』（角川春樹事務所、2018年6月号）より同誌専属モデルとなり、2018年8月号で初表紙となる。2020年4月号で専属モデルを卒業。
2020年3月17日にアーティストデビュー。デビューシングル「プチアガール」のMVが公開された。デビュー曲である「プチアガール」は、ブルボン「プチ」のCMソングにも起用されている。
2020年10月、VAZを退所。2022年10月20日からワタナベエンターテインメントに所属することになった。

## エピソード
10代に人気のあるデジタルインフルエンサーの一人として、エースコック「スーパーカップMAX」のプロモーションに起用され、製品発表会でTikTokフォロワー83万人（当時）のねおが笑福亭鶴瓶にTikTokダンスを指導し、その動画が公開された。

## 出演

### ウェブテレビ
- MelTV（2017年3月15日 - 、YouTube） - レギュラー[23][24][12]
- 受験恋愛リアリティーショー 勝負の夏! 〜先生、勉強も恋も教えてください〜（2018年7月3日 - 10月16日、AbemaTV） - スタジオMC[25]
- 受験恋愛リアリティーショー 勝負の冬! 〜勉強も恋もラストスパート〜（2018年10月28日 - 2019年3月10日、AbemaTV） - スタジオMC[26]
- 今日、好きになりました。香港編（2019年5月 - 6月、AbemaTV）[27]
- シンデレラガールズトーク #うだカフェ（2019年11月27日 - 12月25日、AbemaTV） - イマドキ女子[28]
- SPRAY! #日本を塗り替えろ（2020年6月27日 - 2021年3月30日、ABEMA）[29]
- ケンコバのラグビー金曜TheNIGHT（2020年7月11日 - 8月7日、ABEMA） - アシスタント[30]
- 〜修一朗 ねお＠ABEMA NEWS〜もしも人気 インフルエンサーがニュース番組を作ったら（2021年5月29日、ABEMA）[31]
- SNSのトレンド深掘り！バズりワード2023（2023年12月31日、ABEMA）- MC[32]

### テレビ
- ラヴィット!（2021年8月 - 9月、TBS） - 火曜レギュラー[33]
- ZIP!（2024年4月 - 、日本テレビ） - キテルネ!リポーター[34]

### ラジオ
- ねおもも 繋がーりぃラジオ（2019年 - 2020年、朝日放送ラジオ）[35][36]
- #ねお TALK ABOUT（2020年 - 、TBSラジオ） - 『TALK ABOUT』内のコーナーを担当[37]
- Nutty Radio Show THE魂（2020年7月 - 2021年3月、NACK5） - 毎週水曜レギュラー[38]
- ねおちゃんのナインティーンラジオ（2021年、グノシーラジオ、全8回）[39]
- Sky presents こちらQuizKnock放送部（2022年10月7日 - 、朝日放送ラジオ） - 司会・進行[40]

### CM
- エースコック「スーパーカップMAX」転校生「笑福亭鶴瓶」編、ウェブコマーシャル100の衝撃編（2018年）[41]
- ブルボン「プチシリーズ」「BIGチャレンジ」編（2020年）[10]

### ドラマ
- 警視庁・捜査一課長（2020年7月30日、テレビ朝日） - ショップ店員・牛田モウ役[42]
- 義経のスマホ（2022年5月24日 - 6月6日、NHK総合） - 静御前 役[43]
  - 義経のスマホ 夏草の陣（2022年8月24日、NHK総合） - 静御前 役[43]
- スナック女子にハイボールを 第4話（2024年4月26日、中京テレビ） - イマドキ女子 役[44]

### 配信ドラマ
- 恋のはじまりは放課後のチャイムから（2018年2月 - 3月、ワイモバイル公式YouTubeチャンネル）- 富岡海音 役[45]

### ファッションショー
- 東京ガールズコレクション
  - 第37回 マイナビ 東京ガールズコレクション 2023 AUTUMN／WINTER（2023年9月2日、さいたまスーパーアリーナ）[46]
  - CREATEs presents TGC KITAKYUSHU 2023 by TOKYO GIRLS COLLECTION（2023年10月7日、西日本総合展示場新館）[47]
- KANSAI COLLECTION 2024 AUTUMN＆WINTER（2024年8月1日、京セラドーム大阪）[48]

## 書籍

### 雑誌
- Popteen（2018年6月号 - 2020年4月号、角川春樹事務所） - 専属モデル[17][1]

### ムック
- ねおWORLD（2019年8月1日、角川春樹事務所、ISBN 978-4758413404） - スタイルブック

## 作品

### デジタルシングル
|     | 発売日        | タイトル     | 販売形態               |
| --- | ------------- | ------------ | ---------------------- |
| 1st | 2020年3月17日 | プチアガール | デジタル・ダウンロード |